# Kaneelborsttangare
De kaneelborsttangare (Thlypopsis ornata) is een zangvogel uit de familie Thraupidae (tangaren).

## Verspreiding en leefgebied
Deze soort telt 3 ondersoorten:
- T. o. ornata: van zuidwestelijk Colombia tot westelijk Ecuador.
- T. o. media: van zuidelijk Ecuador tot centraal Peru.
- T. o. macropteryx: centraal en zuidelijk Peru.